# فولتا لا ريوخا 2017
فولتا لا ريوخا 2017 (بالألمانية: Vuelta a La Rioja 2017) هو سباق دراجات هوائية، وهو الموسم رقم 57 من نفس السباق، وامتدّ لمسافة 200 كيلومتر، وهو أحد سباقات طواف أوروبا للدراجات 2017.

## الفرق
| فرق عالمية (2)- Movistar Team - Orica-Scott فرق قارية محترفة (2)- كاجا رورال-سيغوروس 2017 ‏ - Israel Cycling Academy فرق قارية (10)- موسم برجس بي إتش 2017 ‏ - موسم يوسكادي مورياس 2017 ‏ - Inteja Dominican Cycling Team ‏ - Kuwait–Cartucho.es ‏ - Credibom–LA Alumínios–Marcos Car ‏ - Louletano Desportos Clube (cycling) ‏ - Rádio Popular–Paredes–Boavista ‏ - Rietumu Banka–Riga ‏ - AP Hotels & Resorts–Tavira–SC Farense ‏ - W52–FC Porto ‏ فريق وطني- فريق إسبانيا لركوب الدراجات للرجال 2017 ‏ |  |
| |  |

## التصنيف العام النهائي
| التصنيف العام | التصنيف العام          | التصنيف العام | التصنيف العام          | التصنيف العام     |
| العداء        | العداء                 | البلد         | الفريق                 | الوقت             |
| ------------- | ---------------------- | ------------- | ---------------------- | ----------------- |
| 1.            | Rory Sutherland        | أستراليا      | موفيستار               | 3 س 25 دقيقة 07 ث |
| 2.            | مايكل ألباسيني         | سويسرا        | أوريكا سكوت            | + 20 ث            |
| 3.            | خوسيه خواكين روخاس     | إسبانيا       | موفيستار               | + 20 ث            |
| 4.            | Diego Rubio            | إسبانيا       | Caja Rural-Seguros RGA | + 20 ث            |
| 5.            | ألبرت توريس            | إسبانيا       | Inteja-Dominican       | + 48 ث            |
| 6.            | Dylan Page             | سويسرا        | Caja Rural-Seguros RGA | + 1 دقيقة 09 ث    |
| 7.            | Miguel Ángel Fernández | إسبانيا       | إسبانيا                | + 1 دقيقة 09 ث    |
| 8.            | Carlos Barbero         | إسبانيا       | موفيستار               | + 1 دقيقة 09 ث    |
| 9.            | Daniel López           | إسبانيا       | Burgos BH              | + 1 دقيقة 09 ث    |
| 10.           | Daniel Freitas         | البرتغال      | W52-FC Porto           | + 1 دقيقة 09 ث    |

## وصلات خارجية
- فولتا لا ريوخا 2017 على موقع إحصائيات الدراجات الإحترافية (الإنجليزية)